# John Francis D'Alton
John Francis D'Alton (Claremorris, 11 ottobre 1882 – Dublino, 1º febbraio 1963) è stato un cardinale e arcivescovo cattolico irlandese.

## Biografia
Nacque a Claremorris l'11 ottobre 1882.
Papa Pio XII lo elevò al rango di cardinale nel concistoro del 12 gennaio 1953.
Morì il 1º febbraio 1963 all'età di 80 anni.

## Genealogia episcopale e successione apostolica
La genealogia episcopale è:
- Cardinale Scipione Rebiba
- Cardinale Giulio Antonio Santori
- Cardinale Girolamo Bernerio, O.P.
- Arcivescovo Galeazzo Sanvitale
- Cardinale Ludovico Ludovisi
- Cardinale Luigi Caetani
- Cardinale Ulderico Carpegna
- Cardinale Paluzzo Paluzzi Altieri degli Albertoni
- Papa Benedetto XIII
- Papa Benedetto XIV
- Papa Clemente XIII
- Cardinale Giovanni Carlo Boschi
- Cardinale Bartolomeo Pacca
- Papa Gregorio XVI
- Cardinale Castruccio Castracane degli Antelminelli
- Cardinale Paul Cullen
- Arcivescovo Joseph Dixon
- Arcivescovo Daniel McGettigan
- Cardinale Michael Logue
- Cardinale Joseph MacRory
- Cardinale John Francis D'Alton

La successione apostolica è:
- Vescovo James Moynagh, S.P.S. (1947)
- Vescovo Austin Quinn (1950)
- Vescovo Thomas McGettrick, S.P.S. (1955)
- Cardinale William John Conway (1958)
- Arcivescovo Thomas Morris (1960)